# Distritos de Budapeste

Distritos de Budapeste.

Distritos de Budapeste, na Hungria,  são numerados no sentido horário, em círculos concêntricos para fora, numa organização semelhante aos arrondissements parisienses.
Cada distrito está associado a um bairro de Budapeste; seus nomes advêm das antigas vilas incorporadas à cidade. Os distritos em vermelho estão em Buda, os em azul estão em Peste e o em amarelo é uma ilha no Danúbio.

## Lista
| Distrito       | Bairros                                                                                                 |
| Distrito I     | Tabán, Vár, Krisztinaváros, o sul do Víziváros                                                          |
| Distrito II    | Rózsadomb, Pasarét, Hegyvidék, Hűvösvölgy, Pesthidegkút, o norte do Víziváros                           |
| Distrito III   | Óbuda, Újlak, Békásmegyer, Óbudai-sziget (ilha)                                                         |
| Distrito IV    | Újpest, Káposztásmegyer                                                                                 |
| Distrito V     | Belváros, Lipótváros                                                                                    |
| Distrito VI    | Terézváros                                                                                              |
| Distrito VII   | Erzsébetváros                                                                                           |
| Distrito VIII  | Józsefváros                                                                                             |
| Distrito IX    | Ferencváros                                                                                             |
| Distrito X     | Kőbánya                                                                                                 |
| Distrito XI    | Újbuda (Kelenvölgy, Kelenföld, Lágymányos, Albertfalva, Gellérthegy, Sashegy, Sasad, Gazdagrét, Őrmező) |
| Distrito XII   | Hegyvidék                                                                                               |
| Distrito XIII  | Újlipótváros, Angyalföld, Margitsziget (Ilha Margarida)                                                 |
| Distrito XIV   | Törökőr, Parque da Cidade)                                                                              |
| Distrito XV    | Rákospalota, Pestújhely, Újpalota                                                                       |
| Distrito XVI   | Mátyásföld, Sashalom, Cinkota, Rákosszentmihály, Árpádföld, Kisszentmihály                              |
| Distrito XVII  | Rákosmente (Rákoskeresztúr, Rákoscsaba, Rákosliget, Rákoshegy, Rákoskert)                               |
| Distrito XVIII | Pestszentlőrinc, Pestszentimre                                                                          |
| Distrito XIX   | Kispest                                                                                                 |
| Distrito XX    | Pesterzsébet                                                                                            |
| Distrito XXI   | Csepel                                                                                                  |
| Distrito XXII  | Budatétény, Nagytétény, Budafok                                                                         |
| Distrito XXIII | Soroksár                                                                                                |